# Anne Golon
Anne Golon, nascida Simone Changeux (Toulon, 19 de dezembro de 1921 – Versalhes, 14 de julho de 2017), foi uma escritora francesa, conhecida mundialmente pela série de livros Angélica, a Marquesa dos Anjos. No Brasil tivemos a série editada primeiramente pela Freitas Bastos nos anos 60/70, já esgotada.

## Biografia
O verdadeiro nome de Anne é Simone Changeux. Ela nasceu em Toulon, um porto no sudeste da França. Seu pai, Pierre Changeux, foi um cientista e capitão da Marinha francesa. Desde a infância, Anne era interessada em pintura e escrita. Publicou seu primeiro romance, "O País, por trás dos meus olhos", quando estava com 18 anos, sob o pseudônimo de Joëlle Danterne. Durante a guerra, viajou em sua bicicleta da França à Espanha. Ela escreveu utilizando nomes diferentes, que ajudaram a criar a Magazine França e foi atribuído um prêmio literário para a Patrulha do Santo inocentes. Anne foi enviada para a África como jornalista, onde conheceu Vsevolod Sergeïvich Goloubinoff, seu futuro marido, Serge Golon. Eles publicaram "Angélica, a Marquesa dos Anjos", em 1956, o primeiro livro da série. O livro foi um sucesso espontâneo.
Em 1964, dois filmes foram realizados por Bernard Borderie, onde a atriz Michèle Mercier interpretou Angélica, e Robert Hossein interpretou o marido, Joffrey de Peyrac.
Em 1972, Anne e Serge Golon foram para o Canadá para continuar a sua investigação. Em 1972, quando Anne escrevia "Angélica e o Complô das Sombras", Serge morreu.
Anne continuou a escrever e trouxe os seus quatro filhos, ao mesmo tempo. Mais quatro volumes foram escritos até 1985, sendo o último livro "A Vitória de Angélica". 
Anne Golon sofreu graves problemas financeiros por causa de uma lei relacionada a abuso do direito de autor e royalties não pagos. Ela ganhou a sua batalha sobre direitos de publicar o seu "Angélica Histórias". Depois de uma batalha legal na França, que durou quase uma década, ela finalmente conseguiu um acordo que fez dela a única proprietária de suas obras.

## Obras
Os romances têm suas estórias que se passam no tempo de Luís XIV, na França, apesar de algumas passarem no Marrocos e no chamado mundo novo da América do Norte.
Quando publicado originalmente na França, os livros foram creditados a Serge e Anne Golon — Anne sendo a autora e o marido, Serge, por ter feito grande parte da investigação históricas. Os dois nomes foram reunidos nas demais traduções/edições.
No Brasil, a escritora paranaense radicada em São Paulo, Isa Fonseca, faz uma homenagem a Anne e Serge Golon, incluindo em seu romance "A Paz do Meu Avô" (Livros de Safra editora; 2013) referências à série Angélica, a Marquesa dos Anjos.
As obras foram lançadas inicialmente pela Freitas Bastos e também pelo Círculo do Livro e Nova Cultural, que os publicaram tardiamente.
- Angélica, a Marquesa dos Anjos
- Angélica a Caminho de Versalhes
- Angélica e o Rei
- Angélica Indomável
- A Revolta de Angélica
- Angélica e seu Amor
- Angélica e o Novo Mundo
- A Tentação de Angélica
- Angélica e a Duquesa Diabólica
- Angélica e o Complô das Sombras
- Angélica em Quebec I e II
- Angélica a Caminho da Esperança
- A Vitória de Angélica.